# Lasiomma anthomyinum
Lasiomma anthomyinum är en tvåvingeart som först beskrevs av Camillo Rondani 1866.  Lasiomma anthomyinum ingår i släktet Lasiomma och familjen blomsterflugor. Arten är reproducerande i Sverige. Inga underarter finns listade i Catalogue of Life.